# Grido di libertà
Grido di libertà (Cry Freedom) è un film del 1987 diretto da Richard Attenborough.

## Trama
Il film è ambientato in Sudafrica negli anni 1970 e narra la vera storia dell'amicizia e della lotta comune tra il giornalista bianco Donald Woods e l'attivista nero della Black Consciousness Steve Biko. Il film si conclude con la rievocazione della strage di Soweto del 1976, avvenuta ad opera della polizia contro degli studenti neri che rivendicavano dei diritti elementari.

## Curiosità
Il cantante Peter Gabriel vi ha dedicato un video arrangiando la sua canzone Biko del 1980 con alcune scene del film.

## Riconoscimenti
- 1988 - Premio Oscar
  - Nomination Miglior attore non protagonista a Denzel Washington
  - Nomination Miglior colonna sonora a George Fenton e Jonas Gwangwa
  - Nomination Miglior canzone (Cry Freedom) a George Fenton e Jonas Gwangwa
- 1988 - Golden Globe
  - Nomination Miglior film drammatico
  - Nomination Migliore regia a Richard Attenborough
  - Nomination Miglior attore in un film drammatico a Denzel Washington
  - Nomination Miglior colonna sonora a George Fenton e Jonas Gwangwa
- 1988 - Premio BAFTA
  - Miglior sonoro a Jonathan Bates, Simon Kaye e Gerry Humphreys
  - Nomination Miglior film a Richard Attenborough
  - Nomination Migliore regia a Richard Attenborough
  - Nomination Miglior attore non protagonista a John Thraw
  - Nomination Migliore fotografia a Ronnie Taylor
  - Nomination Miglior montaggio a Leslie Walker
- 1988 - Festival di Berlino
  - Premio di Pace a Richard Attenborough